# Konkouliko
Konkouliko är en ort i Burkina Faso.   Den ligger i regionen Boucle du Mouhoun, i den västra delen av landet, 200 km väster om huvudstaden Ouagadougou. Konkouliko ligger 357 meter över havet och antalet invånare är 1 898.
Terrängen runt Konkouliko är platt. Närmaste större samhälle är Ouona, 10,8 km väster om Konkouliko.
Omgivningarna runt Konkouliko är en mosaik av jordbruksmark och naturlig växtlighet. Runt Konkouliko är det ganska glesbefolkat, med 47 invånare per kvadratkilometer.